# Tapani Niku
Tapani Niku (o Karsikas; Haapavesi, 1º aprile 1895 – Lahti, 6 aprile 1989) è stato un fondista finlandese.

## Biografia
Attivo a partire dagli anni dieci, ottenne il primo successo in carriera vincendo la 30 km dell'Oulun Tervahiihto nel 1915; nella classica di Oulu si sarebbe poi imposto anche nel 1916 - anno in cui vinse anche la sua prima medaglia ai Campionati finlandesi (argento nella 60 km) -, nel 1919, nel 1923 e nel 1925.
Nel 1920 vinse la sua seconda medaglia ai Campionati finlandesi e fece il suo debutto internazionale: a Holmenkollen non concluse la 50 km, ma a Åre vinse la 30 km. Nel 1921 bissò il successo di Åre, fu sesto a Holmenkollen e vinse il primo dei suoi nove titoli nazionali, nella 30 km. L'anno dopo fu secondo a Holmenkollen e nel 1923 vinse la 50 km di Lahti, in occasione della prima edizione della classica dello sci nordico.
Ai I Giochi olimpici invernali di Chamonix-Mont-Blanc 1924 vinse il bronzo nella 18 km con il tempo di 1:16:26,0, battuto dai norvegesi Thorleif Haug e Johan Grøttumsbråten; non concluse la 50 km. Nello stesso anno vinse la 10 km e la 50 km di Lahti, trofei ai quali l'anno seguente avrebbe aggiunto l'argento nella 10 km e un altro oro nella 50 km.
Non ottenne medaglie ai Mondiali di Johannisbad del 1925 (6° nella 50 km, 13° nella 18 km) e nel 1926 concluse la sua carriera agonistica a Holmekollen, dove fu 5° nella 50 km. Dopo il ritiro dalle competizioni lavorò come guardia forestale e produttore di sci.

## Palmarès

### Olimpiadi
- 1 medaglia, valida anche ai fini iridati:
  - 1 bronzo (18 km a Chamonix-Mont-Blanc 1924)

### Campionati finlandesi
- 11 medaglie[1]:
  - 9 ori (30 km nel 1921; 10 km, 30 km nel 1923; 10 km nel 1924; 10 km, 30 km, 60 km nel 1925; 10 km, 30 km nel 1926)
  - 2 argenti (60 km nel 1916; 30 km nel 1920)